# Lazăr Sfera
Lazăr Sfera (* 29. April 1909 in Lokve, Österreich-Ungarn (heute in Serbien); † 24. August 1992) war ein rumänischer Fußballspieler. Er bestritt 159 Spiele in der höchsten rumänischen Fußballliga, der Divizia A, und nahm als Ersatzspieler an der Fußball-Weltmeisterschaft 1934 und der Fußball-Weltmeisterschaft 1938 teil.

## Karriere
Sfera begann seine Karriere bei seinem Heimatverein Politehnica Timișoara. Da die regionale Meisterschaft von Timișoara zu jener Zeit vom Lokalrivalen Chinezul beherrscht wurde, konnte er nicht an der überregionalen Endrunde teilnehmen. Im Jahr 1929 verließ er Poli und wechselte zum Lokalrivalen Banatul, zog aber noch im gleichen Jahr zu România Cluj weiter und schloss sich im Jahr 1931 Universitatea Cluj an.
Bei der Gründung der rumänischen Profiliga Divizia A im Jahr 1932 gehörte "U Cluj" zu den Gründungsmitgliedern und Sfera absolvierte am 11. September 1932 sein erstes Spiel in der höchsten Spielklasse des Landes. Nach der Vizemeisterschaft im Jahr 1933 verpasste U Cluj im darauffolgenden Jahr erneut die Meisterschaft. Sfera schloss sich 1934 Venus Bukarest an, einem der erfolgreichsten Teams der 1930er-Jahre. Mit Venus konnte er in den Jahren 1937, 1939 und 1940 die rumänische Meisterschaft gewinnen. Als der Spielbetrieb im Jahr 1941 aufgrund des Ausbruchs des Zweiten Weltkrieges unterbrochen werden musste, beendete Sfera seine Karriere.

## Nationalmannschaft
Sfera bestritt 14 Partien für die rumänische Fußballnationalmannschaft. Seinen Einstand gab er am 26. August 1931 gegen Litauen. Er konnte mit der Nationalmannschaft dreimal den Balkan-Cup gewinnen und stand im Kader für die Fußball-Weltmeisterschaft 1934 in Italien sowie für die Fußball-Weltmeisterschaft 1938 in Frankreich, kam aber jeweils nicht zum Einsatz.

## Erfolge
- WM-Teilnehmer: 1934 (Ersatzspieler), 1938 (Ersatzspieler)
- Rumänischer Meister: 1937, 1939, 1940
- Rumänischer Vizemeister: 1933, 1938
- Sieger des Balkan-Cups: 1929/31, 1933, 1936